# Mack Swain
Mack Swain (Salt Lake City Utah, 16 de febrero de 1876-Tacoma, de Washington, 25 de agosto de 1935) fue un actor y cómico estadounidense que pronto se convirtió en un talentoso actor de vodevil.

## Biografía
Se casó con Cora King (1899-1935), y no tuvieron descendencia.  
En 1913 fue contratado por Mack Sennett, reconocido cómico y fundador de los estudios Keystone. Un año más tarde, llegó Charlie Chaplin: lo conoció en una visita que hizo a los estudios Keystone, entonces, Swain empezó a colaborar con Chaplin en los primeros cortometrajes de este último. 
A finales de 1914, actúa en numerosas películas, en las que encarna a «Ambrose» y comparte protagonismo con el cómico Chester Conklin (1886-1971), que hace el papel de «Mr Walrus». La mejor película del dúo fue Love, Speed & Thrills (1915). 
Después, la carrera de Swain comenzó a decaer, hasta que su amigo Charlie Chaplin lo rescató en 1921 ofreciéndole papeles secundarios en sus películas. Más tarde Chaplin le daría un importante papel en una de sus obras maestras La quimera del oro (1925). Comedia que retrata, con el humor más característico de Chaplin, a un solitario buscador de oro (Charlot) que llega a Alaska, a principios de siglo, en busca de fortuna. Una fuerte tormenta de nieve le llevará a refugiarse en la cabaña de un bandido (Mack Swain). Después de The gold rush apareció en varias producciones de Hollywood como Mockery (1927) o The Last Warning (1929). 
En 1932, una película en la que él era partícipe, Hearts Scout and Willing Hands, fue propuesta por la Academia como candidata al premio de mejor corto.
Mack Swain tiene una estrella en el Paseo de la Fama de Hollywood, en el 1.500 de Vine Street.

## Filmografía parcial
Apareció en más de 140 películas, entre las que se encuentran:
- The Sea Bat (1930)
- Stout Hearts and Willing Hands (1931)
- Bad Boy (1935)
- The Last Warning (1929)
- Mockery (1927)
- The Gold Rush (1925)
- Innocent Ambrose (1920)
- Ambrose's Day Off (1919)
- Ambrose and His Widow (1918)
- Ambrose's Rapid Rise (1916)
- Love, Speed and Thrills (1915)
- A Muddy Romance (1913).